# Morne Diablotins
Morne Diablotins är en bergstopp i Dominica.   Den ligger i parishen Saint Andrew, i den centrala delen av landet, 22 km norr om huvudstaden Roseau. Toppen på Morne Diablotins är 1 447 meter över havet. Morne Diablotins ligger på ön Dominica. Den ingår i Grande Soufrière Hills.
Terrängen runt Morne Diablotins är huvudsakligen kuperad. Morne Diablotins är den högsta punkten i trakten. Runt Morne Diablotins är det ganska glesbefolkat, med 28 invånare per kvadratkilometer. Närmaste större samhälle är Portsmouth, 11,7 km nordväst om Morne Diablotins. I omgivningarna runt Morne Diablotins växer i huvudsak städsegrön lövskog.